# Løgmanssteypið 2024
La Løgmanssteypið 2024 è stata la 70ª edizione della coppa nazionale delle Fær Øer. Iniziata il 24 aprile 2024, si è conclusa il 2 novembre successivo.
L'HB Tórshavn era la squadra campione in carica e si è riconfermata, vincendo la sua trentesima coppa nazionale.

## Primo turno
Al primo turno partecipano 9 squadre della Formuladeildin e 5 della 1. deild.
| 24 aprile 2022 |                 |                 |
| B71 Sandur     | 1 – 1 (5-6 dtr) | AB Argir        |
| FC Hoyvík      | 1 – 3           | Víkingur Gøta   |
| Suðuroy        | 0 – 2           | TB Tvøroyri     |
| KÍ Klaksvík    | 2 – 3           | HB Tórshavn     |
| 25 aprile 2024 |                 |                 |
| B68 Toftir     | 1 – 0           | ÍF Fuglafjørður |
| EB/Streymur    | 5 – 0           | 07 Vestur       |
| B36 Tórshavn   | 3 – 1           | Skála ÍF        |

## Quarti di finale
Ai quarti di finale prendono parte le 7 squadre vincenti del primo turno e una squadra di Formuladeildin.
| 8 maggio 2022 |                 |             |
| Víkingur Gøta | 3 – 0 (dts)     | AB Argir    |
| 9 maggio 2024 |                 |             |
| TB Tvøroyri   | 1 – 1 (5-4 dtr) | B68 Toftir  |
| B36 Tórshavn  | 3 – 2 (dts)     | NSÍ Runavík |
| EB/Streymur   | 1 – 3 (dts)     | HB Tórshavn |

## Semifinali
| Squadra 1   | Totale | Squadra 2     | Andata | Ritorno |
| ----------- | ------ | ------------- | ------ | ------- |
| TB Tvøroyri | 1 – 3  | B36 Tórshavn  | 1 – 0  | 0 – 3   |
| HB Tórshavn | 5 – 3  | Víkingur Gøta | 1 – 0  | 4 – 3   |

## Finale
| Tórshavn 2 novembre 2024, ore 15:00 GMT +0   | B36 Tórshavn         | 2 – 2 (d.c.r.) | HB Tórshavn | Tórsvøllur |
| \| \| \| \| \| \| Tiri di rigore 3 – 4 \| \| |                      |                |             |            |
|                                              |                      |                |             |            |
|                                              | Tiri di rigore 3 – 4 |                |             |            |